# Mondeville, Essonne
Mondeville är en kommun i departementet Essonne i regionen Île-de-France i norra Frankrike. Kommunen ligger i kantonen La Ferté-Alais som tillhör arrondissementet Étampes. År 2022 hade Mondeville 724 invånare.

## Befolkningsutveckling
Antalet invånare i kommunen Mondeville
| Referens: INSEE |